# Jeffrey Jendryk
Jeffrey Jendryk II (Wheaton, 15 settembre 1995) è un pallavolista statunitense, centrale della Prisma Taranto.

## Carriera

### Club
La carriera di Jeffrey Jendryk inizia nei tornei scolastici dell'Illinois, giocando per la St. Francis HS. In seguito entra a far parte della squadra di pallavolo della Loyola Chicago, partecipando alla NCAA Division I dal 2015 al 2018, vincendo il titolo nazionale durante il suo primo anno e impreziosendo le sue prestazioni con diversi riconoscimenti individuali.
Nella stagione 2018-19 firma il suo primo contratto professionistico in Germania, partecipando alla 1. Bundesliga con lo Charlottenburg, con cui vince lo scudetto 2018-19, la Supercoppa tedesca 2019 e la Coppa di Germania 2019-20. Nel campionato 2020-21 emigra in Polonia grazie all'ingaggio da parte dell'Asseco Resovia, club impegnato in Polska Liga Siatkówki, ma già nel campionato seguente torna in forza al club berlinese, conquistando la supercoppa e lo scudetto.
Nella stagione 2022-23 è nuovamente di scena nella massima divisione polacca, stavolta con lo LKPS, mentre nella stagione seguente approda in Italia, disputando la Superlega con la Prisma Taranto.

### Nazionale
Nel 2014 fa parte della nazionale statunitense Under-21, vincendo la medaglia di bronzo al campionato nordamericano, mentre un anno dopo vince quella d'argento alla Coppa panamericana 2015.
Nel 2017 esordisce in nazionale maggiore in occasione della World League, mentre un anno dopo vince la medaglia di bronzo alla Volleyball Nations League e al campionato mondiale, a cui fanno seguito, nel 2019, l'argento sia alla Volleyball Nations League che al campionato nordamericano, torneo nel quale viene premiato come miglior centrale, e il bronzo alla Coppa del Mondo. Nel 2022 vince la medaglia d'argento alla Volleyball Nations League, metallo bissato anche nell'edizione successiva, a cui fa seguito la conquista dell'oro al campionato nordamericano 2023 e alla Coppa del Mondo 2023.
È stato convocato da John Speraw Giochi olimpici di Parigi 2024, dove ha ottenuto la medaglia di bronzo, concludendo il torneo al terzo posto dietro a Francia e Polonia..

## Palmarès

### Club
- NCAA Division I: 1

2015
- Campionato tedesco: 2

2018-19, 2021-22
- Coppa di Germania: 1

2019-20
- Supercoppa tedesca: 2

2019, 2021

### Nazionale (competizioni minori)
- Campionato nordamericano Under-21 2014
- Coppa panamericana Under-21 2015

### Premi individuali
- 2015 - National Newcomer of the Year
- 2015 - All-America Second Team
- 2015 - NCAA Division I: Stanford National MVP
- 2016 - All-America Second Team
- 2017 - All-America First Team
- 2018 - All-America First Team
- 2019 - Campionato nordamericano: Miglior centrale